# Műfordítói Egyesületek Európai Tanácsa
A Műfordítói Egyesületek Európai Tanácsa (Conseil Européen des Associations de Traducteurs Littéraires, CEATL) egy nemzetközi nonprofit egyesület, 1993-ban alapították Belgiumban. A szervezet célja, hogy az európai országokban működő műfordítói egyesületek közötti nézet- és eszmecserét elősegítse, valamint egyesült erővel dolgozzon a műfordítók munkafeltételeinek és elismertségének javításán.
10 egyesület alapította közösen, ma tagszervezeteinek száma 32, 26 európai országból, összesen mintegy 10 000 jegyzett műfordítót képvisel. A kelet-európai országok egyesületeinek csatlakozása már a 2000-es évek fejleménye, a szervezet tagja a magyar Műfordítók Egyesülete (MEGY), illetve a török Çevbir is. A szervezet nem csak EU-tagországokból fogad új tagszervezeteket, hanem az azokkal szomszédos országokból is.
A CEATL tagja a Culture Action Europe és az European Writers’ Council szervezeteknek.

## Országos és regionális egyesületek
1. Ausztria
2. Baszkföld
3. Belgium
4. Csehország
5. Dánia
6. Finnország
7. Flandria
8. Franciaország
9. Görögország
10. Hollandia
11. Horvátország
12. Írország
13. Katalónia
14. Litvánia
15. Magyarország
16. Nagy-Britannia
17. Németország
18. Norvégia
19. Olaszország
20. Portugália
21. Spanyolország
22. Svájc
23. Svédország
24. Szlovákia
25. Szlovénia
26. Törökország

## Az egyesületről

### Története
A CEATL-t 1993-ban jegyezték be Belgiumban, a tanácsot eredetileg 10 nemzeti szervezet alakította meg. Időközben a tagság 32 tagszervezetre bővült, akik 26 európai országot és több mint 10000 műfordítót képviselnek.

### A műfordítás meghatározása
Az egyesület meghatározása szerint a műfordítások közé tartozik minden olyan lefordított szöveg, amely az eredeti művel egyenértékű jogi védelmet élvez, vagyis a fordítót fel kell tüntetni a kiadott műnél és bizonyos szerzői jogokat fenn kell tartani számára.

### Célkitűzései
Az egyesület két fő célkitűzést határozott meg: egyrészt a tagszervezeteken keresztül információkat, adatokat gyűjtenek a műfordítás és a műfordítók helyzetéről, valamint hozzájárulnak a tagszervezetek közötti tapasztalatcseréhez. A külvilág felé az egyesület részt vesz a műfordítók jogi, szociális és gazdasági helyzetének védelmében, megerősítésében, részben az európai uniós lobbitevékenységen keresztül, részben pedig a nyilvánosság előtt a műfordítókat érintő események, trendek bemutatásával és kommentálásával. A tanács emellett segíti a tagszervezeteket saját országukban a műfordítás és a műfordítók helyzetének erősítésében is.

## Működése
Minden évben a tanács egyik tagszervezete felelős az éves közgyűlés megszervezéséért, ahol a tagszervezetek küldöttei találkoznak. A közgyűlésre 2011. május 12-én került sor Prágában. A közgyűlés választja meg kétéves időtartamra a tanács végrehajtó bizottságát, amely a tanács feladatainak végrehajtását felügyeli és végrehajtja a közgyűlés által meghatározott feladatokat.
A végrehajtó bizottság jelenlegi tagjai:
•Martin de Haan (elnök) – Vereniging van Letterkundigen (Hollandia)
•Holger Fock (alelnök, kincstárnok) – Verband deutschsprachiger Übersetzer (Németország)
•Andy Jelčić (alelnök) – Društvo Hrvatskih Književnih Prevodilaca (Horvátország)
•Katarína Bednárová (titkár) – Slovenská spoločnosť prekladateľov umeleckej literatúry (Szlovákia)
•Taina Helkamo – Suomen kääntäjien ja tulkkien liitto (Finnország)

## Külső hivatkozások
- A CEATL hivatalos honlapja